# Denis Haruț
Denis Grațian Haruț (Timișoara, 25 febbraio 1999) è un calciatore rumeno, difensore del Sepsi.

## Carriera

### Club
Ha giocato nella massima serie rumena.

### Nazionale
Nel 2021 viene convocato dalla nazionale rumena Under-21 per il campionato europeo di categoria.

## Statistiche

### Presenze e reti nei club
Statistiche aggiornate al 28 maggio 2023.
| Stagione                  | Squadra                   | Campionato                | Campionato | Campionato | Coppe nazionali | Coppe nazionali | Coppe nazionali | Coppe continentali | Coppe continentali | Coppe continentali | Altre coppe | Altre coppe | Altre coppe | Totale | Totale |
| Stagione                  | Squadra                   | Comp                      | Pres       | Reti       | Comp            | Pres            | Reti            | Comp               | Pres               | Reti               | Comp        | Pres        | Reti        | Pres   | Reti   |
| ------------------------- | ------------------------- | ------------------------- | ---------- | ---------- | --------------- | --------------- | --------------- | ------------------ | ------------------ | ------------------ | ----------- | ----------- | ----------- | ------ | ------ |
| mag. 2017                 | ACS Poli Timișoara        | L1                        | 0          | 0          | CR+CdL          | 1+1             | 0               |                    | -                  | -                  |             | -           | -           | 2      | 0      |
| 2017-2018                 | ACS Poli Timișoara        | L1                        | 16         | 0          | CR              | 0               | 0               |                    | -                  | -                  |             | -           | -           | 16     | 0      |
| 2018-2019                 | ACS Poli Timișoara        | L2                        | 20         | 0          | CR              | 0               | 0               |                    | -                  | -                  |             | -           | -           | 20     | 0      |
| Totale ACS Poli Timișoara | Totale ACS Poli Timișoara | Totale ACS Poli Timișoara | 36         | 0          |                 | 2               | 0               |                    | -                  | -                  |             | -           | -           | 38     | 0      |
| 2019-2020                 | Botoșani                  | L1                        | 34         | 0          | CR              | 0               | 0               |                    | -                  | -                  |             | -           | -           | 34     | 0      |
| 2020-feb. 2021            | Botoșani                  | L1                        | 17         | 1          | CR              | 1               | 0               | UEL                | 2                  | 0                  |             | -           | -           | 20     | 1      |
| feb.-mag. 2021            | FCSB                      | L1                        | 10         | 0          | CR              | 1               | 0               |                    | -                  | -                  | SR          | 1           | 0           | 12     | 0      |
| 2021-gen. 2022            | FCSB                      | L1                        | 11         | 0          | CR              | 1               | 0               | UECL               | 1                  | 0                  |             | -           | -           | 13     | 0      |
| gen.-giu. 2022            | Botoșani                  | L1                        | 13+1       | 1+0        | CR              | 0               | 0               |                    | -                  | -                  |             | -           | -           | 14     | 1      |
| Totale Botoșani           | Totale Botoșani           | Totale Botoșani           | 64+1       | 2          |                 | 1               | 0               |                    | 2                  | 0                  |             | -           | -           | 68     | 2      |
| 2022-2023                 | FCSB                      | L1                        | 9          | 0          | CR              | 2               | 0               | UECL               | 5                  | 0                  |             | -           | -           | 16     | 0      |
| Totale FCSB               | Totale FCSB               | Totale FCSB               | 30         | 0          |                 | 4               | 0               |                    | 6                  | 0                  |             | 1           | 0           | 41     | 0      |
| Totale carriera           | Totale carriera           | Totale carriera           | 131        | 2          |                 | 7               | 0               |                    | 8                  | 0                  |             | 1           | 0           | 147    | 2      |

## Palmarès

### Club

#### Competizioni nazionali
- Campionato rumeno: 1

FCSB: 2023-2024
- Supercoppa di Romania: 1

FCSB: 2024